# Grimiz
Grimiz (tur. kırmız od arap. qirmiz, germasi od sanskrt. krmija, prema krmi: crv), purpur, skrlet, jarka je crvenoljubičasta boja. Grimiz je i tkanina te boje. Boju su Feničani dobivali od bezbojnoga soka grimiznog puža koji se oboji na svjetlosti. Grimizne haljine bile su simbol moći i vlasti već od rimskog doba.